# متمم دوازدهم قانون اساسی ایالات متحده آمریکا

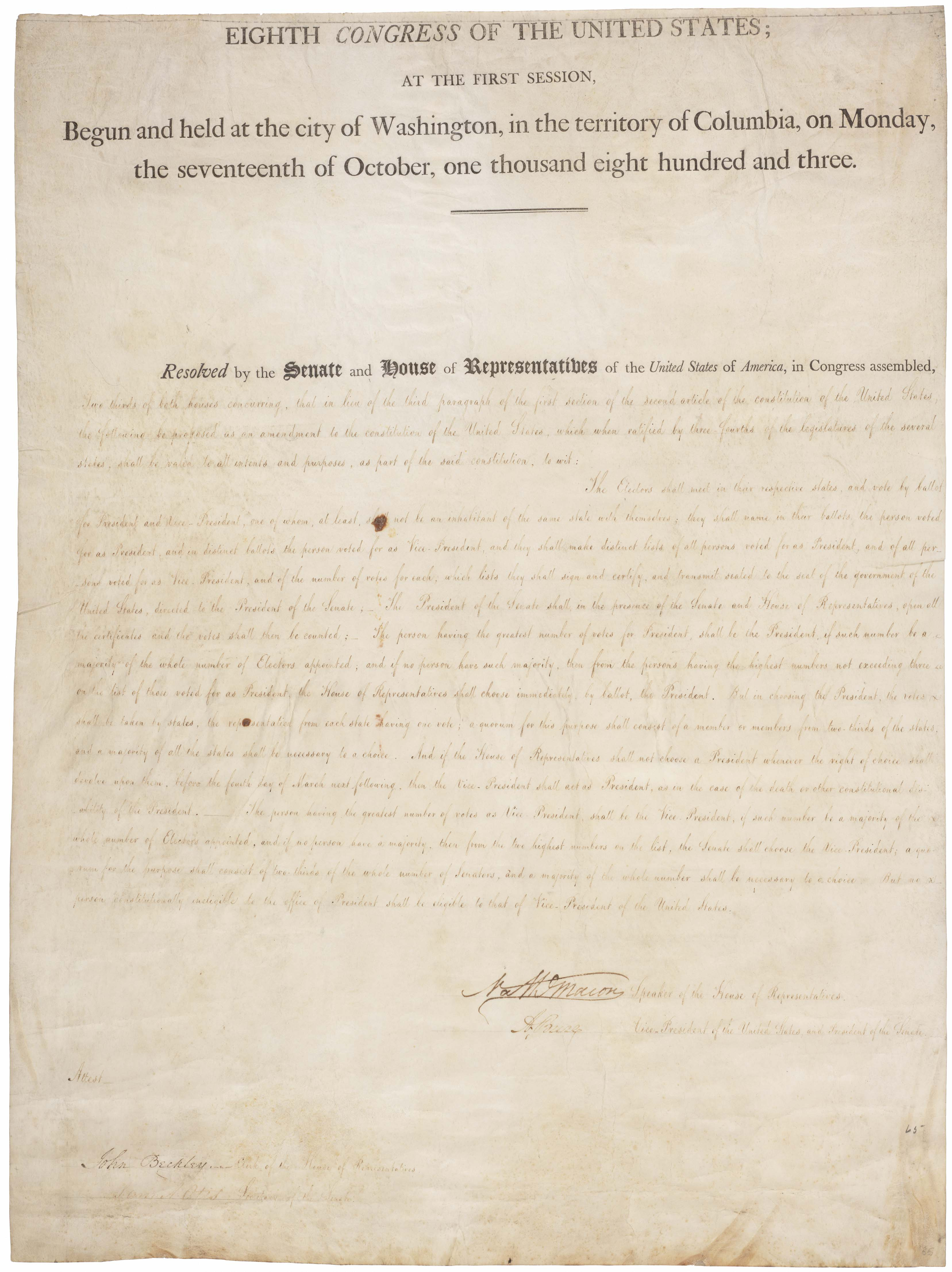
اصل لایحه متمم دوازدهم.

متمم دوازدهم قانون اساسی ایالات متحده (به انگلیسی: Twelfth Amendment to the United States Constitution) مصوبه ژوئن ۱۵ سال ۱۸۰۴ کنگره آمریکا، از قوانین مهم آمریکا است.
این متمم در باب چگونگی انتخاب رئیس جمهور و معاونش است.

## متن
الكتورها (انتخاب‌گرها) در ایالت‌های متبوع خود گرد هم آمده و با رأی مخفی رئیس جمهوری و معاون رئیس جمهوری را انتخاب می‌کنند، که دست کم یک نفرشان نباید از ایالت خود آنان باشد. آن‌ها در رأی خود باید شخصی را که به عنوان رئیس جمهوری انتخاب می‌کنند، نام برده، در رأی جداگانه‌ای، نام شخصی را بنویسند که به عنوان معاون رئیس جمهوری انتخاب می‌کنند. سپس آن‌ها باید فهرست‌های مشخصی را از همه اشخاصی که به عنوان رئیس جمهوری رأی آورده اند، با ذکر تعداد رأیی که هر یک آورده، تهیه کنند، و در فهرست جداگانه‌ای، نام اشخاصی که به عنوان معاون رئیس جمهوری رأی آورده اند را با ذکر تعداد رأیی که هر یک آورده قید نمایند و پس از امضا و گواهی، ممهور و خطاب به رئیس سنا به مرکز حکومت ایالات متحده ارسال کنند. رئیس سنا، در حضور اعضای سنا و مجلس نمایندگان، همه تأئیدیه ها را گشوده و آرا شمارش می‌شوند. شخصی که بیشترین اعداد رأی را برای ریاست جمهوری به دست آورده باشد، به عنوان رئیس جمهوری معرفی می‌شود، مشروط بر آن که اکثریت کل آرای الکتورهای تعیین شده را به دست آورده باشد. چنانچه در فهرست کسانی که به آنان به عنوان رئیس جمهوری رأی داده شده، هیچ کس حائز چنین اکثریتی نباشد، در این صورت از میان افراد دارای بیشترین تعداد آراء، که تعدادشان از سه نفر تجاوز نکند، مجلس نمایندگان بی درنگ با رأی مخفی رئیس جمهوری را انتخاب می‌کند.
اما در انتخاب رئیس جمهوری، ایالت‌ها رأی می‌دهند و نمایندگی هر ایالت دارای یک رأی است. حد نصاب لازم برای این منظور حضور اعضای دو سوم ایالت ها است و رأی اکثریت همه ایالت ها برای چنین انتخابی ضروری است. هنگامی که حق انتخاب به مجلس نمایندگان تفویض می شود، اگر این مجلس قبل از روز چهارم ماه مارس بعد، رئیس جمهوری را انتخاب نکند، آنگاه معاون رئیس جمهوری، مانند موقع‌های فوت یا سایر ناتوانی‌های قانونی رئیس جمهوری، به موجب قانون اساسی، بجای رئیس جمهوری انجام وظیفه خواهد کرد.

فردی که بیشترین تعداد از آرای کل الکتورهای تعیین شده را به عنوان معاون رئیس جمهوری به دست می آورد، معاون رئیس جمهوری خواهد بود. چنان‌چه هیچ فردی حائز چنین اکثریتی نباشد، آنگاه سنا از بین دو نفری که بیشترین رأی را آورده اند، معاون رئیس جمهوری را انتخاب می کند. حد نصاب لازم برای این منظور، حضور دوسوم همه نمایندگان سنا بوده و اکثریت کل آرای سناتورهای حاضر برای انتخاب ضروری است. به هر حال شخصی که از نظر قانون اساسی فاقد صلاحیت مقام ریاست جمهوری ایالات متحده باشد برای معاونت ریاست جمهوری نیز صلاحیت ندارد.